# Minota
Minota es un género de escarabajos de la familia Chrysomelidae. En 1859 Kutschera describió el género. Esta es la lista de especies que lo componen:
- Minota alpina Biondi, 1987
- Minota carpathica Heikertinger, 1911
- Minota halmae Apfelbeck, 1906
- Minota himalayensis Scherer, 1989
- Minota impuncticollis Allard, 1860
- Minota obesa Waltl, 1839
- Minota schereri Medvedev, 2004
- Minota sichuanica Chen & Wang, 1980
- Minota stussineri Weise, 1893